# Lorenzo Suscipj
Lorenzo Suscipj, né à Rome en 1802 et mort en 1885, est un photographe italien, pionnier de la photographie en Italie.

## Biographie
Peu d'élements au sujet de Lorenzo Suscipj sont connus, bien qu'il soit peut-être le premier à Rome à utiliser la nouvelle invention du daguerréotype et à avoir réalisé la première image panoramique en Italie.
Suscipj est déjà un peintre paysagiste renommé lorsque le philologue anglais Alexander John Ellis qui voyage en Italie en 1840-1841 a l'idée de publier une revue mensuelle intitulée L'Italia in Daguerreotyped en commençant par Rome ; il demande à Achille Morelli et à Suscipj de photographier la ville, ses bâtiments et ses monuments ; Ellis prévoit une revue de format 15 x 20 cm, chaque numéro proposant 32 illustrations, et une publication en 1845. La revue n'a jamais été publiée, Ellis semblant s'en être désinteressé,.
En juin 1841 Lorenzo Suscipj réalise la plus ancienne photographie panoramique prise en Italie, composée de huit grands daguerréotypes de 30 x 35 cm, depuis le sommet de l'église San Pietro in Montorio, sur la colline du Janicule
Il effectue son service militaire en 1847 avec le grade de caporal dans la 6e compagnie de la Garde civique et a pour sergent le peintre Gioacchino Altobelli qui devient photographe après 1858.
Suscipj ouvre un studio photographique au 182 de la via del Corso, où il réalise les portraits de membres de la grande bourgeoisie romaine ; il passe une annonce dans le Diario di Roma le 21 juin 1842 : « ottico e macchinista in Via del Corso 182, oltre all'aver fornito il suo negozio di quanto v'ha di più ricercato in tali professioni [esegue] ritratti con la macchina del Dagherrotipo nello spazio di 15 a 35 secondi di minuto ... fermandoli in modo da non cassarsi, usando l'ultima scoperta del Sig. Fizeau » : opticien et machiniste, Via del Corso 182, proposant dans son magasin les articles les plus recherchés dans ces professions, il réalise des portraits avec la machine daguerréotype en l'espace de 15 à 35 secondes ... en les conservant de manière à ce qu'ils ne se corrompent pas, grâce à la dernière découverte de M. Fizeau [il s'agit de la fixation au chlorure d'or que le physicien français Hippolyte Fizeau avait présentée à l'Académie des sciences de Paris en mars 1840] ; l'annonce donne des indications sur le prix et les différents services offerts par le photographe : portraits de groupe, vues de Rome et des environs. Selon Timm Stral, Suscipj obtenait « deux images virtuellement identiques » sur une même plaque « en utilisant une chambre à deux objectifs [afin de] contourner [le] désavantage » que constitue la non-reproductibilité du daguerréotype ; Suscipj fera également usage des premières chambres stéréoscopiques à double objectif.
Il remporte un succès important en reproduisant la fresque de Guido Reni représentant l'Aurore au Palais Pallavicini Rospigliosi,.
Suscipj poursuit son activité jusqu'à sa mort ; sa femme Virginia De Andreis et ses enfants poursuivent l'activité du studio photographique jusqu'au début du XXe siècle siècle.

## Distinctions
Lorenzo Suscipj est l'un des photographes, avec Louis Daguerre, Tina Modotti, Giacomo Caneva, Giacomo Brogi et Giorgio Sommer, dont le nom a été donné en 1999 par la municipalité de Rome, à l'initiative du Comitato per la Promozione della Fotografia, à des rues et à un jardin appelé « Parco della Fotografia » dans la zone suburbaine de Grottaperfetta.

## Musées et collections publiques
- J. Paul Getty Museum, Los Angeles[8].
- Bibliothèque nationale de France, Paris[9].
- Musée national des beaux-arts du Québec[10].

## Galerie

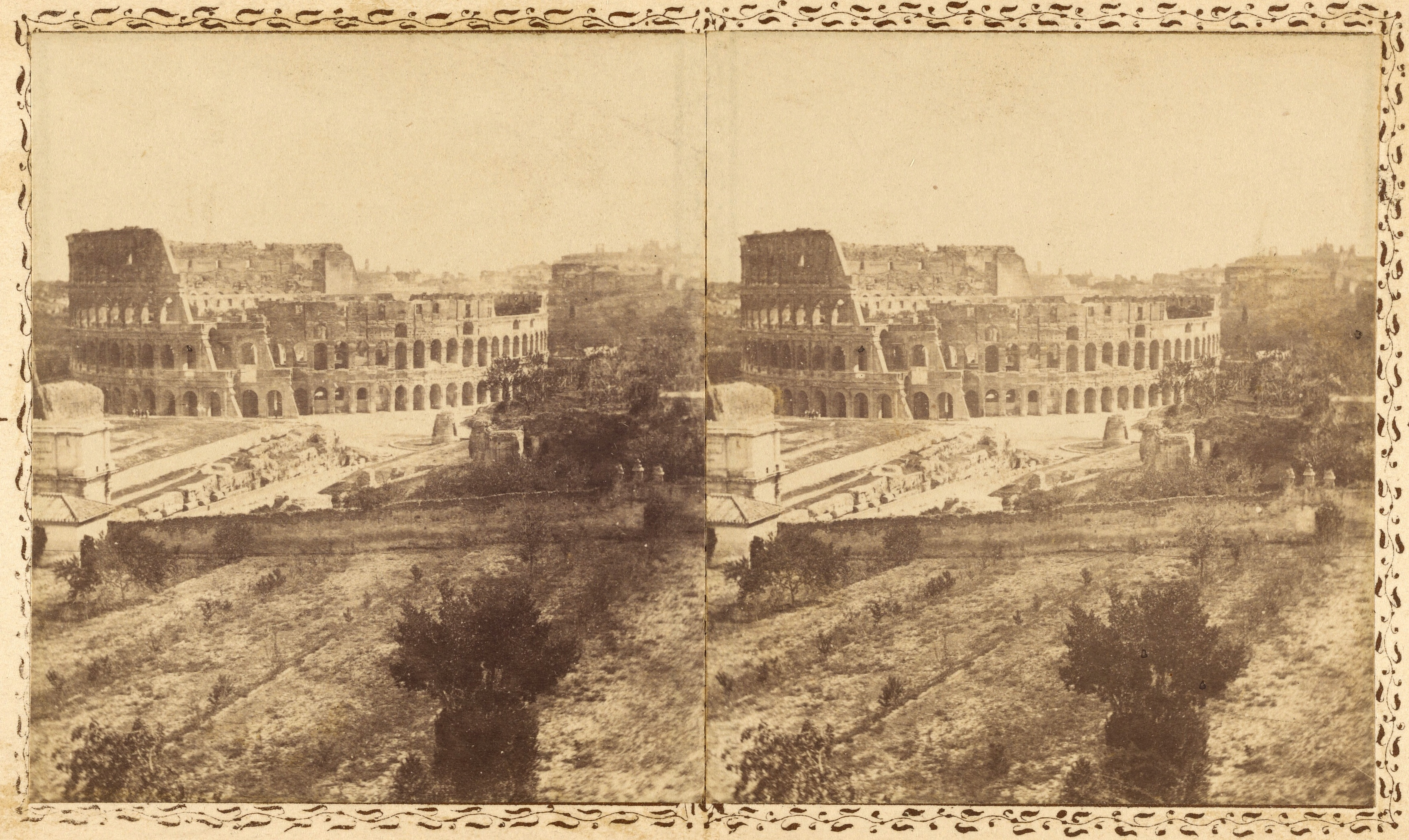
Le Colisée, vers 1852-1855.
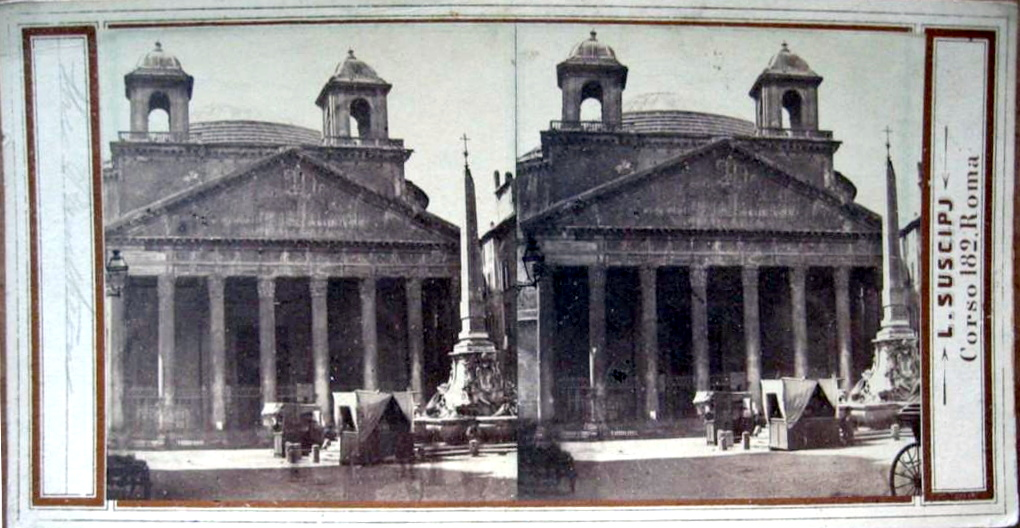
Le Panthéon.
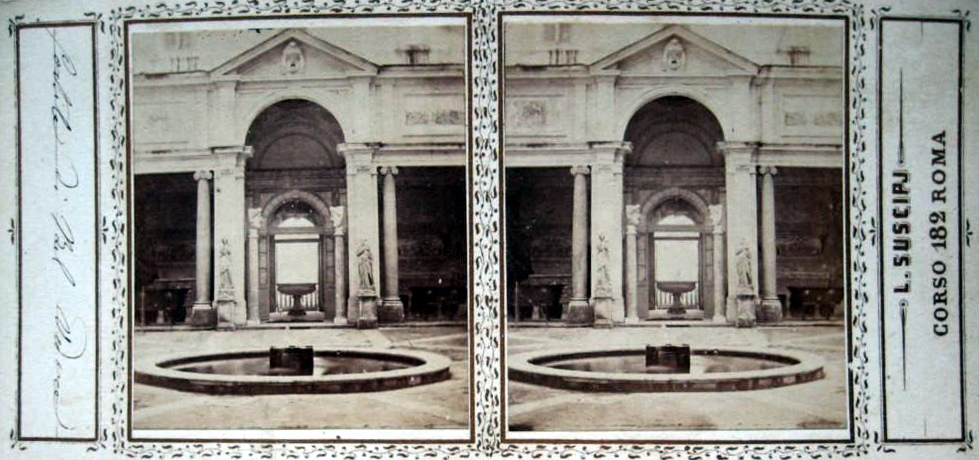
Cour du Belvédère au Vatican.
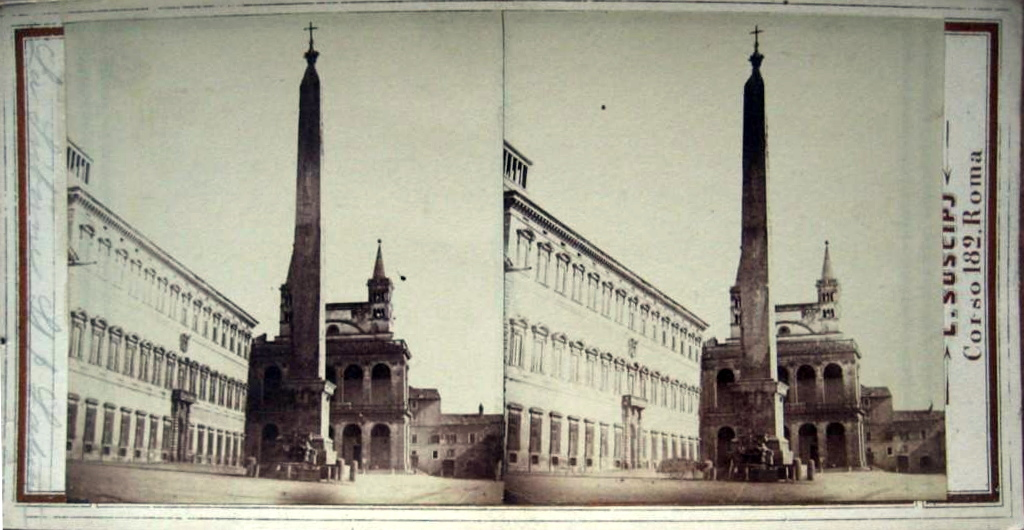
Palais du Latran et obélisque du Latran.
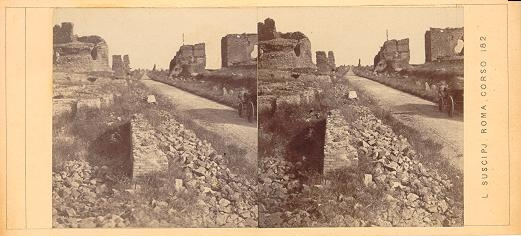
Ruines sur la Via Appia.
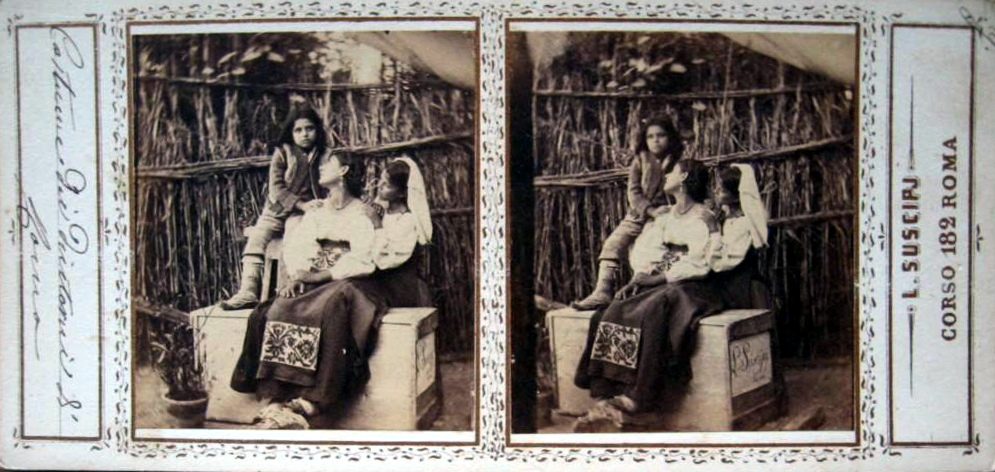
Paysans des environs de Rome.
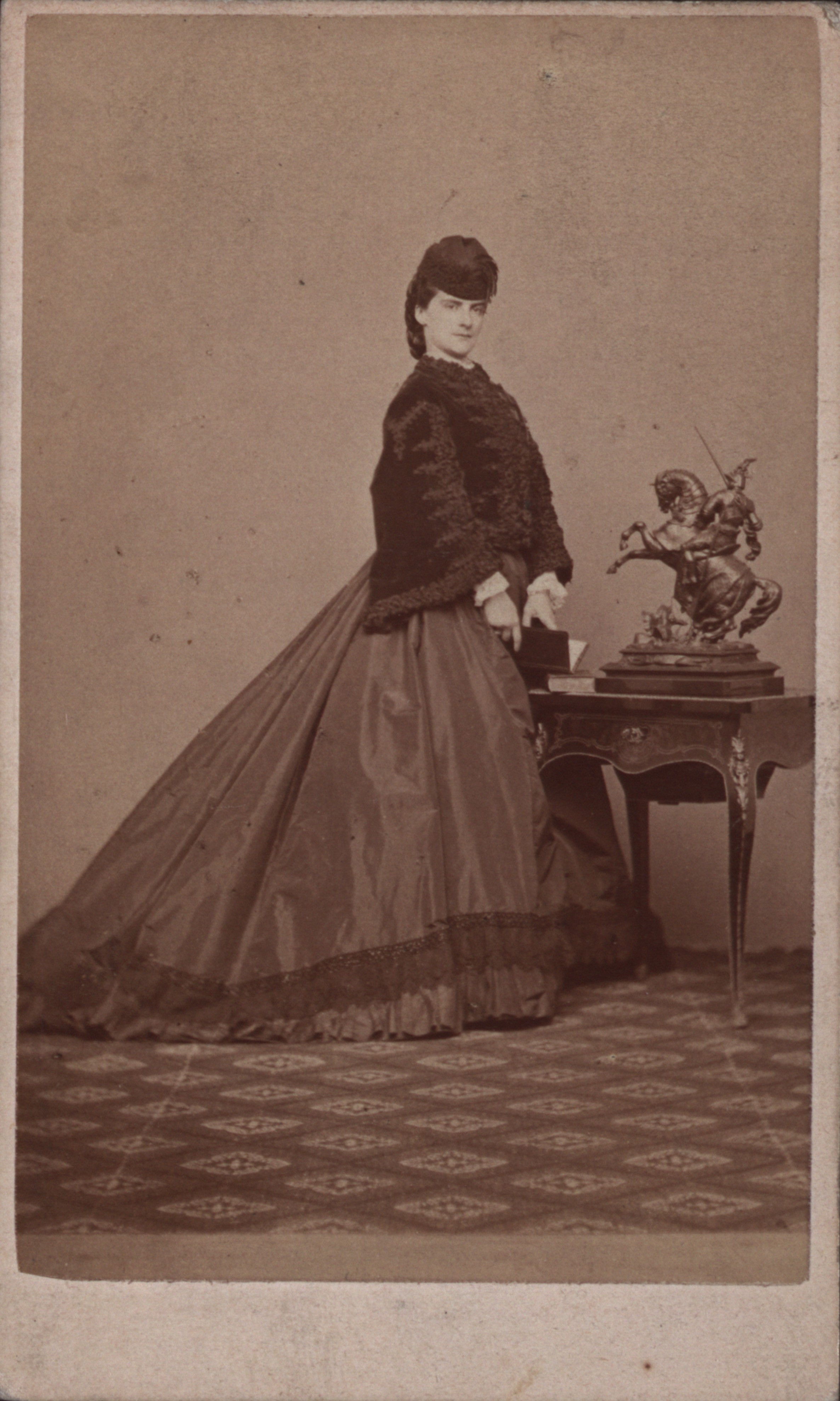
Marie Sophie Amélie, duchesse en Bavière, reine consort des Deux-Siciles, vers 1865.